# Circuit féminin de l'ITF 2018
Pour un article plus général, voir Circuit féminin de l'ITF.
Le circuit féminin de l'ITF 2018 est la saison 2018 du circuit de tennis féminin organisé par l'ITF. Il représente l'échelon inférieur du circuit professionnel, derrière le WTA Tour. Les tournois qui le composent sont dotés de 15 000 à 100 000 $ et incluent ou non l'hébergement.

## Résultats
| 100 000 $ et 100 000 $ +H |
| 80 000 $ et 80 000 $ +H   |
| 60 000 $ et 60 000 $ +H   |
| 25 000 $ et 25 000 $ +H   |
| 15 000 $ et 15 000 $ +H   |

### Janvier
| Date        | Lieu du tournoi     | Surface      | Dotation  | Vainqueur             | Finaliste              | Score          |
| ----------- | ------------------- | ------------ | --------- | --------------------- | ---------------------- | -------------- |
| 1er janvier | Playford            | Dur          | 25 000 $  | Zoe Hives             | Alexandra Bozovic      | 6-4, 5-7, 7-64 |
| 1er janvier | Hong Kong           | Dur          | 15 000 $  | Lee Ya-hsuan          | Hiroko Kuwata          | 6-4, 6-4       |
| 8 janvier   | Daytona Beach       | Terre battue | 25 000 $  | Anhelina Kalinina     | Grace Min              | 1-6, 7-5, 6-0  |
| 8 janvier   | Fort-de-France      | Dur          | 15 000 $  | Leonie Küng           | Emily Appleton         | 6-4, 2-6, 6-4  |
| 8 janvier   | Hammamet            | Terre battue | 15 000 $  | Sara Cakarevic        | Ioana Loredana Roșca   | 6-2, 7-64      |
| 8 janvier   | Antalya             | Terre battue | 15 000 $  | Andreea Roșca         | Miriam Kolodziejová    | 7-66, 6-4      |
| 15 janvier  | Orlando             | Terre battue | 25 000 $  | Anhelina Kalinina     | Julia Grabher          | 6-2, 3-6, 7-5  |
| 15 janvier  | Charm el-Cheikh     | Dur          | 15 000 $  | Yuliya Hatouka        | Anastasia Potapova     | 6-4, 4-6, 7-5  |
| 15 janvier  | Petit-Bourg         | Dur          | 15 000 $  | Irina Ramialison      | Leonie Küng            | 6-3, 7-5       |
| 15 janvier  | Hammamet            | Terre battue | 15 000 $  | Catalina Pella        | Michele Alexandra Zmău | 6-4, 65-7, 6-4 |
| 15 janvier  | Antalya             | Terre battue | 15 000 $  | Varvara Gracheva      | Sofia Shapatava        | 7-5, 6-0       |
| 22 janvier  | Andrézieux-Bouthéon | Dur (int.)   | 60 000 $  | Georgina García Pérez | Arantxa Rus            | 6-2, 6-0       |
| 22 janvier  | Wesley Chapel       | Terre battue | 25 000 $  | Francesca Di Lorenzo  | Whitney Osuigwe        | 6-2, 1-6, 6-4  |
| 22 janvier  | Charm el-Cheikh     | Dur          | 15 000 $  | Katarzyna Kawa        | Zhang Kai-Lin          | 6-2, 4-6, 6-2  |
| 22 janvier  | Stuttgart           | Dur (int.)   | 15 000 $  | Jesika Malečková      | Ekaterina Kazionova    | 6-2, 6-0       |
| 22 janvier  | Hammamet            | Terre battue | 15 000 $  | Maria Marfutina       | Lucrezia Stefanini     | 6-2, 6-1       |
| 22 janvier  | Antalya             | Terre battue | 15 000 $  | Eléonora Molinaro     | Vlada Koval            | 6-3, 6-1       |
| 29 janvier  | Midland             | Dur (int.)   | 100 000 $ | Madison Brengle       | Jamie Loeb             | 6-1, 6-2       |
| 29 janvier  | Burnie              | Dur          | 60 000 $  | Marta Kostyuk         | Viktorija Golubic      | 6-4, 6-3       |
| 29 janvier  | Glasgow             | Dur (int.)   | 25 000 $  | Paula Badosa Gibert   | Maia Lumsden           | 2-6, 6-1, 6-3  |
| 29 janvier  | Charm el-Cheikh     | Dur          | 15 000 $  | Erin Routliffe        | Nadja Gilchrist        | 6-3, 7-5       |
| 29 janvier  | Hammamet            | Terre battue | 15 000 $  | Sandra Samir          | Nefisa Berberović      | 6-3, 6-3       |
| 29 janvier  | Antalya             | Dur          | 15 000 $  | Rebecca Marino        | Cristina Ene           | 6-3, 6-3       |

### Février
| Date       | Lieu du tournoi       | Surface             | Dotation | Vainqueur                 | Finaliste                 | Score           |
| ---------- | --------------------- | ------------------- | -------- | ------------------------- | ------------------------- | --------------- |
| 5 février  | Launceston            | Dur                 | 25 000 $ | Gabriella Taylor          | Asia Muhammad             | 6-3, 6-4        |
| 5 février  | Grenoble              | Dur (int.)          | 25 000 $ | Fiona Ferro               | Eléonora Molinaro         | 6-4, 65-7, 7-63 |
| 5 février  | Loughborough          | Dur (int.)          | 25 000 $ | Tereza Smitková           | Conny Perrin              | 6-3, 6-2        |
| 5 février  | Charm el-Cheikh       | Dur                 | 15 000 $ | Laura-Ioana Andrei        | Anna Pribylova            | 6-3, 6-1        |
| 5 février  | Trnava                | Dur (int.)          | 15 000 $ | Anastasia Dețiuc          | Sofya Lansere             | 5-7, 6-0, 6-3   |
| 5 février  | Manacor               | Terre battue        | 15 000 $ | Marina Bassols Ribera     | Marta Paigina             | 6-1, 6-4        |
| 5 février  | Hammamet              | Terre battue        | 15 000 $ | Natalia Siedliska         | Angelica Moratelli        | 3-6, 6-3, 6-3   |
| 5 février  | Antalya               | Dur                 | 15 000 $ | Rebecca Marino            | Nina Stadler              | 6-1, 6-4        |
| 12 février | Perth                 | Dur                 | 25 000 $ | Irina Khromacheva         | Katy Dunne                | 6-2, 6-3        |
| 12 février | Surprise              | Dur                 | 25 000 $ | Yanina Wickmayer          | Ana Sofía Sánchez         | 3-6, 6-3, 6-4   |
| 12 février | Charm el-Cheikh       | Dur                 | 15 000 $ | Nastja Kolar              | Bunyawi Thamchaiwat       | 6-2, 6-4        |
| 12 février | Bergame               | Terre battue (int.) | 15 000 $ | Martina Colmegna          | Lena Rüffer               | 6-2, 6-1        |
| 12 février | Manacor               | Terre battue        | 15 000 $ | Alexandra Perper          | Naho Sato                 | 6-1, 7-5        |
| 12 février | Hammamet              | Terre battue        | 15 000 $ | Andreea Roșca             | Natalija Kostić           | 6-2, 6-4        |
| 12 février | Antalya               | Dur                 | 15 000 $ | Rebecca Marino            | Gaia Sanesi               | 6-2, 6-1        |
| 19 février | Perth                 | Dur                 | 25 000 $ | Gabriella Taylor          | Myrtille Georges          | 6-2, 7-5        |
| 19 février | Curitiba              | Terre battue        | 25 000 $ | Tamara Zidanšek           | Fiona Ferro               | 7-5, 6-4        |
| 19 février | Altenkirchen          | Moquette            | 25 000 $ | Harriet Dart              | Karolína Muchová          | 7-65, 6-2       |
| 19 février | Rancho Santa Fe       | Dur                 | 25 000 $ | Asia Muhammad             | Kurumi Nara               | 6-4, 2-6, 7-63  |
| 19 février | Charm el-Cheikh       | Dur                 | 15 000 $ | Iga Świątek               | Britt Geukens             | 6-3, 6-1        |
| 19 février | Solarino              | Moquette            | 15 000 $ | Michaëlla Krajicek        | Monika Kilnarová          | 6-3, 6-2        |
| 19 février | Palma Nova (Majorque) | Terre battue        | 15 000 $ | Seone Mendez              | Marina Bassols Ribera     | 63-7, 6-1, 6-2  |
| 19 février | Hammamet              | Terre battue        | 15 000 $ | Margot Yerolymos          | Andreea Roșca             | 4-6, 6-2, 6-0   |
| 19 février | Antalya               | Terre battue        | 15 000 $ | Oana Georgeta Simion      | Ilona Georgiana Ghioroaie | 2-6, 6-2, 7-5   |
| 26 février | São Paulo             | Terre battue        | 25 000 $ | Julia Grabher             | Tamara Zidanšek           | 6-4, 3-6, 6-2   |
| 26 février | Xiamen                | Dur                 | 15 000 $ | Gao Xinyu                 | Sabina Sharipova          | 6-1, 6-2        |
| 26 février | Charm el-Cheikh       | Dur                 | 15 000 $ | Berfu Cengiz              | Yuliya Hatouka            | 6-3, 4-6, 6-3   |
| 26 février | Mâcon                 | Dur (int.)          | 15 000 $ | Simona Waltert            | Tess Sugnaux              | 6-4, 3-6, 6-3   |
| 26 février | Héraklion             | Terre battue        | 15 000 $ | Raluca Georgiana Șerban   | Anastasia Dețiuc          | 6-3, 5-7, 6-2   |
| 26 février | Solarino              | Moquette            | 15 000 $ | Stefania Rubini           | Sviatlana Pirazhenka      | 6-4, 6-2        |
| 26 février | Moscou                | Dur (int.)          | 15 000 $ | Olga Doroshina            | Daria Kruzhkova           | 6-3, 6-3        |
| 26 février | Palma Nova (Majorque) | Terre battue        | 15 000 $ | Ylena In-Albon            | Isabella Shinikova        | 6-1, 7-5        |
| 26 février | Hammamet              | Terre battue        | 15 000 $ | Andreea Roșca             | Anastasia Grymalska       | 6-2, 6-2        |
| 26 février | Antalya               | Terre battue        | 15 000 $ | Ilona Georgiana Ghioroaie | Amina Anshba              | 7-61, 3-6, 6-4  |

### Mars
| Date    | Lieu du tournoi          | Surface             | Dotation | Vainqueur            | Finaliste              | Score           |
| ------- | ------------------------ | ------------------- | -------- | -------------------- | ---------------------- | --------------- |
| 5 mars  | Zhuhai                   | Dur                 | 60 000 $ | Maryna Zanevska      | Marta Kostyuk          | 6-2, 6-4        |
| 5 mars  | Mildura                  | Gazon               | 25 000 $ | Gabriella Taylor     | Shérazad Reix          | 6-0, 6-3        |
| 5 mars  | Yokohama                 | Dur                 | 25 000 $ | Veronika Kudermetova | Harriet Dart           | 6-2, 6-4        |
| 5 mars  | Campinas                 | Terre battue        | 15 000 $ | Harmony Tan          | Alice Ramé             | 6-2, 6-0        |
| 5 mars  | Charm el-Cheikh          | Dur                 | 15 000 $ | Julia Terziyska      | Liudmila Samsonova     | 64-7, 6-0, 7-64 |
| 5 mars  | Amiens                   | Terre battue (int.) | 15 000 $ | Katarina Zavatska    | Eléonora Molinero      | 6-1, 6-2        |
| 5 mars  | Héraklion                | Terre battue        | 15 000 $ | Anastasia Dețiuc     | Anna Bondár            | 6-3, 6-2        |
| 5 mars  | Bhopal                   | Dur                 | 15 000 $ | Tereza Mihalíková    | Emily Webley-Smith     | 6-1, 5-7, 6-0   |
| 5 mars  | Solarino                 | Moquette            | 15 000 $ | Greet Minnen         | Quinn Gleason          | 2-6, 6-2, 6-4   |
| 5 mars  | Hammamet                 | Terre battue        | 15 000 $ | Ellie Halbauer       | Lucrezia Stefanini     | 6-3, 6-3        |
| 5 mars  | Antalya                  | Terre battue        | 15 000 $ | Amina Anshba         | Başak Eraydın          | 6-0, 6-0        |
| 5 mars  | Orlando                  | Terre battue        | 15 000 $ | Sophie Chang         | Astra Sharma           | 6-3, 7-66       |
| 12 mars | Shenzhen                 | Dur                 | 60 000 $ | Viktória Kužmová     | Anna Kalinskaya        | 7-5, 6-3        |
| 12 mars | Gwalior                  | Dur                 | 25 000 $ | Ankita Raina         | Amandine Hesse         | 6-2, 7-5        |
| 12 mars | Santa Margherita di Pula | Terre battue        | 25 000 $ | Başak Eraydın        | Elitsa Kostova         | 6-4, 6-1        |
| 12 mars | Toyota                   | Dur                 | 25 000 $ | Dejana Radanović     | Katherine Sebov        | 6-4, 3-6, 6-4   |
| 12 mars | Irapuato                 | Dur                 | 25 000 $ | Marie Bouzková       | Kristína Kučová        | 6-4, 6-0        |
| 12 mars | São José dos Campos      | Terre battue        | 15 000 $ | María Lourdes Carlé  | Victoria Bosio         | 7-5, 1-6, 6-2   |
| 12 mars | Charm el-Cheikh          | Dur                 | 15 000 $ | Julia Terziyska      | Nuria Párrizas Díaz    | 6-0, 6-2        |
| 12 mars | Gonesse                  | Terre battue (int.) | 15 000 $ | Eléonora Molinero    | Marine Partaud         | 6-2, 6-1        |
| 12 mars | Héraklion                | Terre battue        | 15 000 $ | Réka Luca Jani       | Rosa Vicens Mas        | 6-4, 7-5        |
| 12 mars | Ramat Ha-Sharon          | Dur                 | 15 000 $ | Hélène Scholsen      | Anna Pribylova         | 6-3, 6-2        |
| 12 mars | Kazan                    | Dur (int.)          | 15 000 $ | Elena Rybakina       | Daria Nazarkina        | 6-4, 7-64       |
| 12 mars | Hammamet                 | Terre battue        | 15 000 $ | Lea Bošković         | Isabella Shinikova     | 67-7, 6-3, 6-4  |
| 12 mars | Antalya                  | Terre battue        | 15 000 $ | Rebecca Šramková     | Amina Anshba           | 7-63, 6-1       |
| 12 mars | Tampa                    | Terre battue        | 15 000 $ | Katerina Stewart     | Jessica Pegula         | 6-2, 6-3        |
| 19 mars | Canberra                 | Terre battue        | 60 000 $ | Dalila Jakupović     | Destanee Aiava         | 6-4, 6-4        |
| 19 mars | Santa Margherita di Pula | Terre battue        | 25 000 $ | Olga Danilović       | Federica Di Sarra      | 6-4, 6-3        |
| 19 mars | Manama                   | Dur                 | 15 000 $ | Nastja Kolar         | Tereza Mihalíková      | 6-3, 6-4        |
| 19 mars | Nankin                   | Dur                 | 15 000 $ | Xun Fangying         | Ye Qiuyu               | 6-1, 6-1        |
| 19 mars | Charm el-Cheikh          | Dur                 | 15 000 $ | Jodie Anna Burrage   | Nadja Gilchrist        | 6-2, 6-1        |
| 19 mars | Le Havre                 | Terre battue (int.) | 15 000 $ | Angelica Moratelli   | Marine Partaud         | 5-7, 6-1, 6-4   |
| 19 mars | Héraklion                | Terre battue        | 15 000 $ | Ylena In-Albon       | Anna Bondár            | 4-6, 7-6, 6-1   |
| 19 mars | Tel Aviv                 | Dur                 | 15 000 $ | Hélène Scholsen      | Caroline Werner        | 7-5, 6-4        |
| 19 mars | Nishitama                | Dur                 | 15 000 $ | Lee So-ra            | Kim Na-ri              | 6-3, 2-6, 7-5   |
| 19 mars | Hammamet                 | Terre battue        | 15 000 $ | Montserrat González  | Isabella Shinikova     | 7-64, 6-2       |
| 19 mars | Antalya                  | Terre battue        | 15 000 $ | Rebecca Šramková     | Cornelia Lister        | 6-1, 7-5        |
| 26 mars | Croissy-Beaubourg        | Dur (int.)          | 60 000 $ | Anna Blinkova        | Karolína Muchová       | Forfait         |
| 26 mars | Canberra                 | Terre battue        | 60 000 $ | Jaimee Fourlis       | Ellen Perez            | 6-3, 6-2        |
| 26 mars | Santa Margherita di Pula | Terre battue        | 25 000 $ | Mandy Minella        | Deborah Chiesa         | 6-3, 7-67       |
| 26 mars | Kōfu                     | Dur                 | 25 000 $ | Luksika Kumkhum      | Bianca Andreescu       | 6-3, 6-3        |
| 26 mars | Nankin                   | Dur                 | 15 000 $ | Xun Fangying         | Han Xinyun             | 6-4, 6-3        |
| 26 mars | Charm el-Cheikh          | Dur                 | 15 000 $ | Nastja Kolar         | Angelina Gabueva       | 2-6, 6-4, 6-0   |
| 26 mars | Héraklion                | Terre battue        | 15 000 $ | Monica Kilnarová     | Lisa Sabino            | 6-3, 6-3        |
| 26 mars | Hammamet                 | Terre battue        | 15 000 $ | Isabella Shinikova   | Yvonne Cavallé Reimers | 6-3, 7-5        |
| 26 mars | Antalya                  | Terre battue        | 15 000 $ | Andreea Roșca        | Varvara Flink          | 6-3, 6-4        |

### Avril
| Date     | Lieu du tournoi          | Surface      | Dotation  | Vainqueur              | Finaliste               | Score          |
| -------- | ------------------------ | ------------ | --------- | ---------------------- | ----------------------- | -------------- |
| 2 avril  | Santa Margherita di Pula | Terre battue | 25 000 $  | Tamara Zidanšek        | Anastasia Grymalska     | 6-3, 6-1       |
| 2 avril  | Kashiwa                  | Dur          | 25 000 $  | Luksika Kumkhum        | Bianca Andreescu        | 6-3, 7-64      |
| 2 avril  | Jackson                  | Terre battue | 25 000 $  | Anhelina Kalinina      | Gaia Sanesi             | 6-0, 6-1       |
| 2 avril  | Nankin                   | Dur          | 15 000 $  | Gai Ao                 | You Xiaodi              | 3-6, 6-4, 6-0  |
| 2 avril  | Charm el-Cheikh          | Dur          | 15 000 $  | Tara Moore             | Eleni Kordolaimi        | 6-0, 6-1       |
| 2 avril  | Hammamet                 | Terre battue | 15 000 $  | Montserrat González    | Lea Bošković            | 2-6, 6-2, 6-2  |
| 2 avril  | Antalya                  | Terre battue | 15 000 $  | Varvara Flink          | Nina Potočnik           | 6-4, 6-4       |
| 9 avril  | Istanbul                 | Dur          | 60 000 $  | Sabina Sharipova       | Elena Rybakina          | 7-60, 6-4      |
| 9 avril  | Indian Harbour Beach     | Terre battue | 60 000 $  | Caroline Dolehide      | Irina Bara              | 6-4, 7-5       |
| 9 avril  | Santa Margherita di Pula | Terre battue | 25 000 $  | Tamara Zidanšek        | Myrtille Georges        | 6-1, 7-64      |
| 9 avril  | Osaka                    | Dur          | 25 000 $  | Destanee Aiava         | Rebecca Marino          | 6-3, 7-62      |
| 9 avril  | Óbidos                   | Moquette     | 25 000 $  | Ivana Jorović          | Miriam Kolodziejová     | 6-1, 6-2       |
| 9 avril  | Tunis                    | Terre battue | 25 000 $  | Valentyna Ivakhnenko   | Chloé Paquet            | 6-2, 6-2       |
| 9 avril  | Pelham                   | Terre battue | 25 000 $  | Iga Świątek            | Allie Kiick             | 6-2, 6-0       |
| 9 avril  | Charm el-Cheikh          | Dur          | 15 000 $  | Julia Terziyska        | Tara Moore              | 6-2, 4-6, 6-4  |
| 9 avril  | Chimkent                 | Terre battue | 15 000 $  | Varvara Flink          | Gozal Ainitdinova       | 6-0, 2-6, 6-0  |
| 16 avril | Dothan                   | Terre battue | 80 000 $  | Taylor Townsend        | Mariana Duque Mariño    | 6-2, 2-6, 6-1  |
| 16 avril | Santa Margherita di Pula | Terre battue | 25 000 $  | Manon Arcangioli       | Martina Trevisan        | 2-6, 6-2, 6-4  |
| 16 avril | Óbidos                   | Moquette     | 25 000 $  | Katie Boulter          | Urszula Radwańska       | 4-6, 6-3, 6-3  |
| 16 avril | Chiasso                  | Terre battue | 25 000 $  | Cindy Burger           | Raluca Georgiana Șerban | 64-7, 6-4, 6-3 |
| 16 avril | Villa Dolores            | Terre battue | 15 000 $  | Francesca Jones        | Victoria Bosio          | 4-6, 6-4, 6-2  |
| 16 avril | Charm el-Cheikh          | Dur          | 15 000 $  | Iryna Shymanovich      | Dasha Ivanova           | 6-2, 6-1       |
| 16 avril | Chimkent                 | Terre battue | 15 000 $  | Varvara Flink          | Polina Golubovskaya     | 6-0, 6-3       |
| 16 avril | Hammamet                 | Terre battue | 15 000 $  | Margot Yerolymos       | Amina Anshba            | 6-1, 6-2       |
| 16 avril | Antalya                  | Terre battue | 15 000 $  | Alexandra Panova       | Anastasia Pribylova     | 6-2, 7-63      |
| 23 avril | Charlottesville          | Terre battue | 80 000 $  | Mariana Duque Mariño   | Anhelina Kalinina       | 0-6, 6-1, 6-2  |
| 23 avril | Quanzhou                 | Dur          | 60 000 $  | Zheng Saisai           | Liu Fangzhou            | 6-3, 6-1       |
| 23 avril | Wiesbaden                | Terre battue | 25 000 $  | Kathinka von Deichmann | Katarina Zavatska       | 6-3, 6-2       |
| 23 avril | Santa Margherita di Pula | Terre battue | 25 000 $  | Jaimee Fourlis         | Anastasia Grymalska     | 6-4, 4-6, 6-0  |
| 23 avril | Óbidos                   | Moquette     | 25 000 $  | Arina Rodionova        | Pemra Özgen             | 6-3, 6-2       |
| 23 avril | Karchi                   | Dur          | 25 000 $  | Olga Doroshina         | Anastasia Gasanova      | 6-2, 7-5       |
| 23 avril | Villa del Dique          | Terre battue | 15 000 $  | Thaisa Grana Pedretti  | Fernanda Brito          | 6-0, 6-4       |
| 23 avril | Tučepi                   | Terre battue | 15 000 $  | Lea Bošković           | Tena Lukas              | 1-6, 6-0, 6-4  |
| 23 avril | Le Caire                 | Terre battue | 15 000 $  | Irina Fetecău          | Charlotte Römer         | 6-1, 6-1       |
| 23 avril | Hammamet                 | Terre battue | 15 000 $  | Ioana Loredana Roșca   | Maria Marfutina         | 3-6, 6-3, 7-5  |
| 23 avril | Antalya                  | Terre battue | 15 000 $  | Elizabeth Halbauer     | Oana Georgeta Simion    | 6-4, 6-2       |
| 30 avril | Khimki                   | Dur (int.)   | 100 000 $ | Vera Lapko             | Anastasia Potapova      | 6-1, 6-3       |
| 30 avril | Gifu                     | Dur          | 80 000 $  | Kurumi Nara            | Moyuka Uchijima         | 6-2, 7-64      |
| 30 avril | Charleston               | Terre battue | 80 000 $  | Taylor Townsend        | Madison Brengle         | 6-0, 6-4       |
| 30 avril | Tbilissi                 | Dur          | 25 000 $  | Ekaterine Gorgodze     | Lesley Kerkhove         | 6-4, 6-4       |
| 30 avril | Balatonboglár            | Terre battue | 25 000 $  | Kaja Juvan             | Raluca Georgiana Șerban | 6-4, 6-1       |
| 30 avril | Le Caire                 | Terre battue | 15 000 $  | Gergana Topalova       | Nuria Párrizas Díaz     | 7-5, 7-63      |
| 30 avril | Acre                     | Dur          | 15 000 $  | Lina Glushko           | Caroline Werner         | 6-3, 6-3       |
| 30 avril | Hua Hin                  | Dur          | 15 000 $  | Bunyawi Thamchaiwat    | Nudnida Luangnam        | 6-1, 6-1       |
| 30 avril | Hammamet                 | Terre battue | 15 000 $  | Pia Čuk                | Mana Ayukawa            | 6-3, 7-5       |
| 30 avril | Antalya                  | Terre battue | 15 000 $  | María Fernanda Herazo  | Haruna Arakawa          | 6-4, 6-1       |

### Mai
| Date   | Lieu du tournoi           | Surface             | Dotation  | Vainqueur              | Finaliste               | Score            |
| ------ | ------------------------- | ------------------- | --------- | ---------------------- | ----------------------- | ---------------- |
| 7 mai  | Cagnes-sur-Mer            | Terre battue        | 100 000 $ | Rebecca Peterson       | Dayana Yastremska       | 6-4, 7-5         |
| 7 mai  | Lu'an                     | Dur                 | 60 000 $  | Zhu Lin                | Liu Fangzhou            | 6-0, 6-2         |
| 7 mai  | Fukuoka                   | Moquette            | 60 000 $  | Katie Boulter          | Ksenia Lykina           | 5-7, 6-4, 6-2    |
| 7 mai  | Rome                      | Terre battue        | 25 000 $  | Martina Di Giuseppe    | Fanny Stollár           | 7-5, 7-64        |
| 7 mai  | Goyang                    | Dur                 | 25 000 $  | Mayo Hibi              | Liang En-shuo           | 6-3, 6-3         |
| 7 mai  | Monzón                    | Dur                 | 25 000 $  | Katie Swan             | Aliona Bolsova Zadoinov | 6-2, 6-3         |
| 14 mai | Trnava                    | Terre battue        | 100 000 $ | Viktória Kužmová       | Verónica Cepede Royg    | 6-4, 1-6, 6-1    |
| 14 mai | Saint-Gaudens             | Terre battue        | 60 000 $  | Vera Lapko             | Quirine Lemoine         | 6-2, 6-4         |
| 14 mai | Kurume                    | Moquette            | 60 000 $  | Ayano Shimizu          | Abbie Myers             | 6-3, 7-5         |
| 14 mai | Wuhan                     | Dur                 | 25 000 $  | Lu Jiajing             | Yuan Yue                | 2-6, 6-4, 6-3    |
| 14 mai | Incheon                   | Dur                 | 25 000 $  | Liang En-shuo          | Han Na-lae              | 6-2, 0-6, 7-5    |
| 14 mai | La Bisbal d'Empordà       | Terre battue        | 25 000 $  | Kathinka von Deichmann | Sara Sorribes Tormo     | 6-3, 3-6, 6-3    |
| 21 mai | Baotou                    | Terre battue (int.) | 60 000 $  | Nina Stojanović        | Xu Shilin               | 6-0, 6-4         |
| 21 mai | Caserte                   | Terre battue        | 25 000 $  | Kimberley Zimmermann   | Stefania Rubini         | 1-6, 7-5, 6-1    |
| 21 mai | Karuizawa                 | Moquette            | 25 000 $  | Momoko Kobori          | Miyabi Inoue            | 6-0, 6-2         |
| 21 mai | Changwon                  | Dur                 | 25 000 $  | Lee Ya-hsuan           | Varvara Flink           | 0-6, 6-3, 6-0    |
| 21 mai | Les Franqueses del Vallès | Dur                 | 25 000 $  | Paula Badosa Gibert    | Margarita Gasparyan     | 6-4, 3-6, 6-2    |
| 21 mai | Osprey                    | Terre battue        | 25 000 $  | Deniz Khazaniuk        | Sophie Chang            | 6-4, 4-6, [10-6] |
| 28 mai | Luzhou                    | Dur                 | 25 000 $  | Zhang Yuxuan           | Gai Ao                  | 6-2, 6-0         |
| 28 mai | Grado                     | Terre battue        | 25 000 $  | Çağla Büyükakçay       | Martina Di Giuseppe     | 6-2, 6-2         |
| 28 mai | Óbidos                    | Moquette            | 25 000 $  | Katarzyna Kawa         | Dejana Radanović        | 4-6, 7-5, 6-3    |
| 28 mai | Hua Hin                   | Dur                 | 25 000 $  | Julia Glushko          | Alexandra Bozovic       | 6-2, 6-2         |
| 28 mai | Naples                    | Terre battue        | 25 000 $  | Nicole Gibbs           | Ashley Kratzer          | 6-4, 6-4         |
| 28 mai | Andijan                   | Dur                 | 25 000 $  | Sabina Sharipova       | Kaja Juvan              | 6-4, 6-2         |

### Juin
| Date    | Lieu du tournoi  | Surface             | Dotation  | Vainqueur               | Finaliste               | Score           |
| ------- | ---------------- | ------------------- | --------- | ----------------------- | ----------------------- | --------------- |
| 4 juin  | Surbiton         | Gazon               | 100 000 $ | Alison Riske            | Conny Perrin            | 6-2, 6-4        |
| 4 juin  | Brescia          | Terre battue        | 60 000 $  | Kaia Kanepi             | Martina Trevisan        | 6-4, 6-3        |
| 4 juin  | Changsha         | Dur                 | 25 000 $  | Han Xinyun              | Alison Bai              | 7-5, 0-6, 6-4   |
| 4 juin  | Staré Splavy     | Terre battue        | 25 000 $  | Monika Kilnarová        | Rebecca Šramková        | 7-65, 6-3       |
| 4 juin  | Óbidos           | Moquette            | 25 000 $  | Dejana Radanović        | Giulia Gatto-Monticone  | 6-2, 6-1        |
| 4 juin  | Singapour        | Dur                 | 25 000 $  | Hiroko Kuwata           | Jovana Jakšić           | 7-64, 6-0       |
| 4 juin  | Hua Hin          | Dur                 | 25 000 $  | Victoria Rodríguez      | Julia Glushko           | 6-4, 6-1        |
| 4 juin  | Bethany Beach    | Terre battue        | 25 000 $  | Grace Min               | Katerina Stewart        | 6-4, 6-2        |
| 4 juin  | Namangan         | Dur                 | 25 000 $  | Sabina Sharipova        | Iryna Shymanovich       | 6-1, 6-1        |
| 11 juin | Manchester       | Gazon               | 100 000 $ | Ons Jabeur              | Sara Sorribes Tormo     | 6-2, 6-1        |
| 11 juin | Hódmezővásárhely | Terre battue        | 60 000 $  | Mariana Duque Mariño    | Irina Maria Bara        | 4-6, 7-5, 6-2   |
| 11 juin | Essen            | Terre battue        | 25 000 $  | Mandy Minella           | Cindy Burger            | 7-5, 4-6, 6-4   |
| 11 juin | Padoue           | Terre battue        | 25 000 $  | Fiona Ferro             | Liudmila Samsonova      | 7-5, 6-3        |
| 11 juin | Kōfu             | Dur                 | 25 000 $  | Misaki Doi              | Lisa-Marie Rioux        | 6-2, 6-3        |
| 11 juin | Óbidos           | Moquette            | 25 000 $  | Dejana Radanović        | Nuria Párrizas Díaz     | 6-3, 6-3        |
| 11 juin | Singapour        | Dur                 | 25 000 $  | Julia Glushko           | Risa Ozaki              | 1-6, 6-1, 6-4   |
| 11 juin | Barcelone        | Terre battue        | 25 000 $  | Estrella Cabeza Candela | Aliona Bolsova Zadoinov | 6-2, 6-3        |
| 11 juin | Sumter           | Dur                 | 25 000 $  | Taylor Townsend         | Alizé Lim               | Forfait         |
| 18 juin | Ilkley           | Gazon               | 100 000 $ | Tereza Smitková         | Dayana Yastremska       | 7-62, 3-6, 7-64 |
| 18 juin | Montpellier      | Terre battue        | 25 000 $  | Fiona Ferro             | Catalina Pella          | 6-4, 6-3        |
| 18 juin | Hong Kong        | Dur                 | 25 000 $  | Karman Thandi           | Lu Jiajing              | 6-1, 6-2        |
| 18 juin | Daegu            | Dur                 | 25 000 $  | Han Na-lae              | Misaki Doi              | 5-2 ab.         |
| 18 juin | Madrid           | Terre battue (int.) | 25 000 $  | Amandine Hesse          | Martina Di Giuseppe     | 7-63, 4-6, 7-5  |
| 18 juin | Ystad            | Terre battue        | 25 000 $  | Kaja Juvan              | Andreea Roșca           | 2-6, 7-5, 6-1   |
| 18 juin | Klosters         | Terre battue        | 25 000 $  | Miriam Kolodziejová     | Isabella Shinikova      | 5-7, 6-4, 6-1   |
| 18 juin | Baton Rouge      | Dur                 | 25 000 $  | Astra Sharma            | Maria Mateas            | 6-2, 6-1        |
| 18 juin | Ferghana         | Dur                 | 25 000 $  | Nigina Abduraimova      | Anastasia Frolova       | 6-3 2-0 ab.     |
| 25 juin | Southsea         | Gazon               | 100 000 $ | Kirsten Flipkens        | Katie Boulter           | 6-4, 5-7, 6-3   |
| 25 juin | Périgueux        | Terre battue        | 25 000 $  | Nadia Podoroska         | Myrtille Georges        | 6-2, 6-0        |
| 25 juin | Stuttgart        | Terre battue        | 25 000 $  | Mandy Minella           | Anna Zaja               | 6-4, 4-6, 6-1   |
| 25 juin | Toruń            | Terre battue        | 25 000 $  | Barbora Krejčíková      | Rebecca Šramková        | 7-5, 6-1        |
| 25 juin | Båstad           | Terre battue        | 25 000 $  | Allie Kiick             | Isabella Shinikova      | 6-2, 6-1        |

### Juillet
| Date       | Lieu du tournoi | Surface      | Dotation  | Vainqueur               | Finaliste             | Score          |
| ---------- | --------------- | ------------ | --------- | ----------------------- | --------------------- | -------------- |
| 2 juillet  | Rome            | Terre battue | 60 000 $  | Dayana Yastremska       | Anastasia Potapova    | 6-1, 6-0       |
| 2 juillet  | Naiman          | Dur          | 25 000 $  | Zhang Yuxuan            | Xun Fangying          | 6-3, 6-2       |
| 2 juillet  | Denain          | Terre battue | 25 000 $  | Valeriya Strakhova      | Allie Kiick           | 3-6, 7-65, 6-0 |
| 2 juillet  | Aschaffenbourg  | Terre battue | 25 000 $  | Anna Zaja               | Katharina Hobgarski   | 6-4, 7-5       |
| 9 juillet  | Contrexéville   | Terre battue | 100 000 $ | Stefanie Vögele         | Sara Sorribes Tormo   | 6-4, 6-2       |
| 9 juillet  | Budapest        | Terre battue | 100 000 $ | Viktória Kužmová        | Ekaterina Alexandrova | 6-3, 4-6, 6-1  |
| 9 juillet  | Versmold        | Terre battue | 60 000 $  | Olga Danilović          | Laura Siegemund       | 5-7, 6-1, 6-3  |
| 9 juillet  | Honolulu        | Dur          | 60 000 $  | Nao Hibino              | Jessica Pegula        | 6-0, 6-2       |
| 9 juillet  | Winnipeg        | Dur          | 25 000 $  | Rebecca Marino          | Julia Glushko         | 7-63, 7-64     |
| 9 juillet  | Tianjin         | Dur          | 25 000 $  | Liu Fangzhou            | Lu Jing-Jing          | 3-6, 6-3, 6-3  |
| 9 juillet  | Turin           | Terre battue | 25 000 $  | Andreea Roșca           | Kaja Juvan            | 6-1, 6-1       |
| 9 juillet  | Setúbal         | Dur          | 25 000 $  | Ylena In-Albon          | Dea Herdželaš         | 7-5, 6-2       |
| 9 juillet  | Getxo           | Terre battue | 25 000 $  | Aliona Bolsova Zadoinov | Olga Sáez Larra       | 6-0, 6-1       |
| 9 juillet  | Nonthaburi      | Dur          | 25 000 $  | Ankita Raina            | Risa Ozaki            | 6-2, 6-3       |
| 16 juillet | Olomouc         | Terre battue | 80 000 $  | Fiona Ferro             | Karolína Muchová      | 6-4, 6-4       |
| 16 juillet | Astana          | Dur          | 80 000 $  | Ekaterine Gorgodze      | Sabina Sharipova      | 6-4, 6-1       |
| 16 juillet | Berkeley        | Dur          | 60 000 $  | Sofia Kenin             | Nicole Gibbs          | 6-0, 6-4       |
| 16 juillet | Gatineau        | Dur          | 25 000 $  | Astra Sharma            | Victoria Rodríguez    | 3-6, 6-4, 6-3  |
| 16 juillet | Darmstadt       | Terre battue | 25 000 $  | Aliona Bolsova Zadoinov | Katharina Gerlach     | 6-2, 6-1       |
| 16 juillet | Imola           | Moquette     | 25 000 $  | Stefania Rubini         | Shérazad Reix         | 2-0 ab.        |
| 16 juillet | Figueira da Foz | Dur          | 25 000 $  | Jessika Ponchet         | Eva Guerrero Álvarez  | 7-64, 6-2      |
| 16 juillet | Nonthaburi      | Dur          | 25 000 $  | Lee Ya-hsuan            | Zhang Kai-Lin         | 6-1, 6-3       |
| 23 juillet | Prague          | Terre battue | 80 000 $  | Richèl Hogenkamp        | Martina Di Giuseppe   | 6-4, 6-2       |
| 23 juillet | Granby          | Dur          | 60 000 $  | Julia Glushko           | Arina Rodionova       | 6-4, 6-3       |
| 23 juillet | Ashland         | Dur          | 60 000 $  | Gail Brodsky            | Maegan Manasse        | 4-6, 6-1, 6-0  |
| 23 juillet | Horb am Neckar  | Terre battue | 25 000 $  | Katharina Gerlach       | Katarzyna Piter       | 4-6, 6-3, 7-64 |
| 23 juillet | Baja            | Terre battue | 25 000 $  | Paula Ormaechea         | Nina Potočnik         | 6-3, 7-5       |
| 23 juillet | Porto           | Terre battue | 25 000 $  | Cristina Bucșa          | Jil Teichmann         | 7-64, 6-1      |
| 30 juillet | Lexington       | Dur          | 60 000 $  | Asia Muhammad           | Ann Li                | 7-5, 6-1       |
| 30 juillet | Bad Saulgau     | Terre battue | 25 000 $  | Laura Siegemund         | Alexandra Cadanțu     | 6-4, 6-2       |
| 30 juillet | Woking          | Dur          | 25 000 $  | Tereza Smitková         | Ivana Jorović         | 65-7, 7-5, 6-4 |
| 30 juillet | El Espinar      | Dur          | 25 000 $  | Liudmila Samsonova      | Başak Eraydın         | 6-2, 6-0       |
| 30 juillet | Fort Worth      | Dur          | 25 000 $  | Maria Mateas            | Robin Anderson        | 6-3, 7-5       |

### Août
| Date    | Lieu du tournoi            | Surface      | Dotation  | Vainqueur          | Finaliste                          | Score          |
| ------- | -------------------------- | ------------ | --------- | ------------------ | ---------------------------------- | -------------- |
| 6 août  | Jinan                      | Dur          | 60 000 $  | Zhu Lin            | Wang Yafan                         | 6-4, 6-1       |
| 6 août  | Hechingen                  | Terre battue | 60 000 $  | Ekaterine Gorgodze | Laura Siegemund                    | 6-2, 6-1       |
| 6 août  | Landisville                | Dur          | 60 000 $  | Madison Brengle    | Kristie Ahn                        | 6-4, 1-0 ab.   |
| 6 août  | Coxyde                     | Terre battue | 25 000 $  | Richèl Hogenkamp   | Miriam Kolodziejová                | 6-4, 6-1       |
| 6 août  | Chiswick                   | Dur          | 25 000 $  | Vitalia Diatchenko | Valentíni Grammatikopoúlou         | 6-1, 7-5       |
| 6 août  | Varsovie                   | Terre battue | 25 000 $  | Olga Ianchuk       | Victoria Bosio                     | 6-3, 4-6, 6-3  |
| 6 août  | Las Palmas de Gran Canaria | Terre battue | 25 000 $  | Başak Eraydın      | Guiomar Maristany Zuleta de Reales | 6-4, 6-3       |
| 6 août  | Nonthaburi                 | Dur          | 25 000 $  | Wang Xiyu          | Barbora Štefková                   | 6-3, 7-5       |
| 13 août | Vancouver                  | Dur          | 100 000 $ | Misaki Doi         | Heather Watson                     | 64-7, 6-1, 6-4 |
| 13 août | Guiyang                    | Dur          | 25 000 $  | Anastasia Gasanova | Jovana Jakšić                      | 6-3, 6-4       |
| 13 août | Leipzig                    | Terre battue | 25 000 $  | Varvara Flink      | Julia Grabher                      | 6-3, 6-2       |
| 13 août | Las Palmas de Gran Canaria | Terre battue | 25 000 $  | Başak Eraydın      | Chloé Paquet                       | 6-2, 6-1       |
| 13 août | Nonthaburi                 | Dur          | 25 000 $  | Wang Xinyu         | Wang Xiyu                          | 6-1, 4-6, 6-1  |
| 20 août | Brunswick                  | Terre battue | 25 000 $  | Anastasia Zarycká  | Jule Niemeier                      | 6-1, 6-3       |
| 20 août | Tsukuba                    | Dur          | 25 000 $  | Wang Xiyu          | Zhang Kai-Lin                      | 3-6, 7-5, 7-5  |
| 27 août | Budapest                   | Terre battue | 60 000 $  | Iga Świątek        | Katarina Zavatska                  | 6-2, 6-2       |
| 27 août | Bagnatica                  | Terre battue | 25 000 $  | Kaja Juvan         | Jasmine Paolini                    | 68-7, 6-1, 7-5 |
| 27 août | Nanao                      | Moquette     | 25 000 $  | Ayano Shimizu      | Mai Hontama                        | 6-3, 6-1       |
| 27 août | Almaty                     | Terre battue | 25 000 $  | Yuliya Hatouka     | Anna Danilina                      | 6-4, 61-7, 6-2 |

### Septembre
| Date         | Lieu du tournoi          | Surface      | Dotation | Vainqueur              | Finaliste               | Score          |
| ------------ | ------------------------ | ------------ | -------- | ---------------------- | ----------------------- | -------------- |
| 3 septembre  | Zagreb                   | Terre battue | 60 000 $ | Tereza Mrdeža          | Paula Ormaechea         | 2-6, 6-4, 7-5  |
| 3 septembre  | Montreux                 | Terre battue | 60 000 $ | Iga Świątek            | Kimberley Zimmermann    | 6-2, 6-2       |
| 3 septembre  | Sofia                    | Terre battue | 25 000 $ | Barbara Haas           | Katharina Hobgarski     | 6-3, 6-2       |
| 10 septembre | Biarritz                 | Terre battue | 80 000 $ | Tamara Korpatsch       | Timea Bacsinszky        | 6-2, 7-5       |
| 10 septembre | Santa Margherita di Pula | Terre battue | 25 000 $ | Tereza Mrdeža          | Anastasia Zarycká       | 2-6, 7-5, 6-4  |
| 17 septembre | Saint-Malo               | Terre battue | 60 000 $ | Liudmila Samsonova     | Katarina Zavatska       | 6-0, 6-2       |
| 17 septembre | Cairns                   | Dur          | 25 000 $ | Astra Sharma           | Destanee Aiava          | 0-6, 7-65, 6-1 |
| 17 septembre | Dobritch                 | Terre battue | 25 000 $ | Caroline Werner        | Giulia Gatto-Monticone  | 6-4, 3-6, 7-5  |
| 17 septembre | Santa Margherita di Pula | Terre battue | 25 000 $ | Anastasia Zarycká      | Martina Caregaro        | 6-3, 7-64      |
| 17 septembre | Podgorica                | Terre battue | 25 000 $ | Jesika Malečková       | Tena Lukas              | 6-2, 6-0       |
| 17 septembre | Lisbonne                 | Dur          | 25 000 $ | Lesley Kerkhove        | Pemra Özgen             | 6-2, 7-63      |
| 17 septembre | Lubbock                  | Dur          | 25 000 $ | Rebecca Marino         | Robin Anderson          | 6-4, 6-1       |
| 24 septembre | Darwin                   | Dur          | 60 000 $ | Kimberly Birrell       | Ellen Perez             | 6-3, 6-3       |
| 24 septembre | Valence                  | Terre battue | 60 000 $ | Paula Badosa Gibert    | Aliona Bolsova Zadoinov | 6-1, 4-6, 6-2  |
| 24 septembre | Templeton                | Dur          | 60 000 $ | Asia Muhammad          | Sesil Karatantcheva     | 2-6, 6-4, 6-3  |
| 24 septembre | Clermont-Ferrand         | Dur (int.)   | 25 000 $ | Lesley Kerkhove        | Clara Burel             | 6-3, 4-6, 6-4  |
| 24 septembre | Santa Margherita di Pula | Terre battue | 25 000 $ | Katharina Hobgarski    | Carolina Meligeni Alves | 7-63, 6-2      |
| 24 septembre | Óbidos                   | Moquette     | 25 000 $ | Giulia Gatto-Monticone | Greet Minnen            | 7-5, 6-4       |

### Octobre
| Date        | Lieu du tournoi          | Surface      | Dotation  | Vainqueur               | Finaliste               | Score           |
| ----------- | ------------------------ | ------------ | --------- | ----------------------- | ----------------------- | --------------- |
| 1er octobre | Stockton                 | Dur          | 60 000 $  | Madison Brengle         | Danielle Lao            | 7-5, 7-610      |
| 1er octobre | Brisbane                 | Dur          | 25 000 $  | Xu Shilin               | Ellen Perez             | 6-4, 6-3        |
| 1er octobre | Santa Margherita di Pula | Terre battue | 25 000 $  | Raluca Georgiana Șerban | Anastasia Grymalska     | 7-62, 6-4       |
| 1er octobre | Lagos                    | Dur          | 25 000 $  | Pranjala Yadlapalli     | Conny Perrin            | 2-6, 7-5, 6-0   |
| 1er octobre | Óbidos                   | Moquette     | 25 000 $  | Pemra Özgen             | Gaia Sanesi             | 5-7, 6-4, 6-2   |
| 1er octobre | Charleston               | Terre battue | 25 000 $  | Gabriela Talabă         | Elizabeth Halbauer      | 6-4, 65-7, 6-2  |
| 8 octobre   | Toowoomba                | Dur          | 25 000 $  | Zoe Hives               | Ellen Perez             | 6-0, 6-2        |
| 8 octobre   | Cherbourg-en-Cotentin    | Dur (int.)   | 25 000 $  | Harmony Tan             | Loudmilla Bencheikh     | 7-65, 6-3       |
| 8 octobre   | Santa Margherita di Pula | Terre battue | 25 000 $  | Martina Di Giuseppe     | Gabriela Cé             | 6-4, 6-3        |
| 8 octobre   | Makinohara               | Moquette     | 25 000 $  | Momoko Kobori           | Junri Namigata          | 6-2, 6-3        |
| 8 octobre   | Lagos                    | Dur          | 25 000 $  | Pranjala Yadlapalli     | Conny Perrin            | 6-1, 7-62       |
| 8 octobre   | Óbidos                   | Moquette     | 25 000 $  | Tereza Martincová       | Katarzyna Kawa          | 7-63, 6-3       |
| 8 octobre   | Riba-roja de Túria       | Terre battue | 25 000 $  | Marie Benoît            | Aliona Bolsova Zadoinov | 6-0, 7-62       |
| 15 octobre  | Suzhou                   | Dur          | 100 000 $ | Zheng Saisai            | Jana Čepelová           | 7-5, 6-1        |
| 15 octobre  | Joué-lès-Tours           | Dur (int.)   | 25 000 $  | Chloé Paquet            | Myrtille Georges        | 7-65, 6-2       |
| 15 octobre  | Santa Margherita di Pula | Terre battue | 25 000 $  | Sara Sorribes Tormo     | Amina Anshba            | 6-4, 6-3        |
| 15 octobre  | Hamamatsu                | Moquette     | 25 000 $  | Ayano Shimizu           | Mana Ayukawa            | 6-3, 6-4        |
| 15 octobre  | Séville                  | Terre battue | 25 000 $  | Anna Bondár             | Başak Eraydın           | 6-2, 5-7, 6-2   |
| 15 octobre  | Florence                 | Dur          | 25 000 $  | Bianca Andreescu        | Mari Osaka              | 6-4, 2-6, 6-3   |
| 22 octobre  | Poitiers                 | Dur (int.)   | 80 000 $  | Viktorija Golubic       | Natalia Vikhlyantseva   | 3-6, 6-1, 7-5   |
| 22 octobre  | Macon                    | Dur          | 80 000 $  | Varvara Lepchenko       | Verónica Cepede Royg    | 6-4, 6-4        |
| 22 octobre  | Bendigo                  | Dur          | 60 000 $  | Priscilla Hon           | Ellen Perez             | 6-4, 4-6, 7-5   |
| 22 octobre  | Saguenay                 | Dur (int.)   | 60 000 $  | Katherine Sebov         | Quirine Lemoine         | 7-610, 7-64     |
| 22 octobre  | Nanning                  | Dur          | 25 000 $  | Han Xinyun              | Karman Thandi           | 6-4, 2-6, 6-4   |
| 22 octobre  | Santa Margherita di Pula | Terre battue | 25 000 $  | Kaja Juvan              | Polina Leykina          | 3-6, 6-1, 6-2   |
| 22 octobre  | Oslo                     | Dur (int.)   | 25 000 $  | Harriet Dart            | Paula Badosa Gibert     | 6-2, 1-0 ab.    |
| 22 octobre  | Istanbul                 | Dur (int.)   | 25 000 $  | Raluca Șerban           | Nina Stojanović         | 6-2, 7-5        |
| 29 octobre  | Tyler                    | Dur          | 80 000 $  | Whitney Osuigwe         | Beatriz Haddad Maia     | 6-3, 6-4        |
| 29 octobre  | Canberra                 | Dur          | 60 000 $  | Zoe Hives               | Olivia Rogowska         | 6-4, 6-2        |
| 29 octobre  | Toronto                  | Dur (int.)   | 60 000 $  | Quirine Lemoine         | Kateryna Kozlova        | 6-2, 6-3        |
| 29 octobre  | Liuzhou                  | Dur          | 60 000 $  | Wang Yafan              | Han Na-lae              | 6-4, 6-2        |
| 29 octobre  | Nantes                   | Dur (int.)   | 25 000 $  | Timea Bacsinszky        | Amandine Hesse          | 6-4, 3-6, 6-1   |
| 29 octobre  | Wirral                   | Dur (int.)   | 25 000 $  | Diāna Marcinkēviča      | Arantxa Rus             | 7-62, 0-6, 7-64 |
| 29 octobre  | Santa Margherita di Pula | Terre battue | 25 000 $  | Valentina Ivakhnenko    | Pia Čuk                 | 6-2, 6-1        |
| 29 octobre  | Pétange                  | Dur (int.)   | 25 000 $  | Mandy Minella           | Hélène Scholsen         | 6-2, 6-1        |
| 29 octobre  | Sant Cugat del Vallès    | Terre battue | 25 000 $  | Olga Sáez Larra         | Andreea Roșca           | 6-1, 1-0 ab.    |

### Novembre
| Date        | Lieu du tournoi | Surface      | Dotation  | Vainqueur        | Finaliste                   | Score         |
| ----------- | --------------- | ------------ | --------- | ---------------- | --------------------------- | ------------- |
| 5 novembre  | Shenzhen        | Dur          | 100 000 $ | Ivana Jorović    | Zheng Saisai                | 6-3, 2-6, 6-4 |
| 5 novembre  | Las Vegas       | Dur          | 80 000 $  | Belinda Bencic   | Nicole Gibbs                | 7-5, 6-1      |
| 5 novembre  | Colina          | Terre battue | 60 000 $  | Xu Shilin        | Paula Ormaechea             | 7-5, 6-3      |
| 5 novembre  | Minsk           | Dur (int.)   | 25 000 $  | Yuliya Hatouka   | Raluca Șerban               | 7-5, 7-5      |
| 5 novembre  | Shrewsbury      | Dur (int.)   | 25 000 $  | Maia Lumsden     | Valeria Savinykh            | 6-1, 4-6, 6-3 |
| 5 novembre  | Lawrence        | Dur (int.)   | 25 000 $  | Caty McNally     | Catherine Harrison          | 6-2, 6-2      |
| 12 novembre | Muzaffarnagar   | Gazon        | 25 000 $  | Natalija Kostić  | Tereza Mihalíková           | 6-2, 3-1 ab.  |
| 12 novembre | Norman          | Dur          | 25 000 $  | Bianca Andreescu | María Camila Osorio Serrano | 6-1, 6-0      |
| 26 novembre | Pune            | Dur          | 25 000 $  | Tamara Zidanšek  | Karman Thandi               | 6-3, 6-4      |

### Décembre
| Date        | Lieu du tournoi | Surface | Dotation     | Vainqueur        | Finaliste          | Score          |
| ----------- | --------------- | ------- | ------------ | ---------------- | ------------------ | -------------- |
| 3 décembre  | Solapur         | Dur     | 25 000 $     | Marina Melnikova | Lu Jiajing         | 6-1, 6-2       |
| 10 décembre | Dubaï           | Dur     | 100 000 $ +H | Peng Shuai       | Viktória Kužmová   | 6-3, 6-0       |
| 10 décembre | Pune            | Dur     | 25 000 $     | Valeria Savinykh | Lu Jiajing         | 3-6, 6-2, 7-67 |
| 17 décembre | Navi Mumbai     | Dur     | 25 000 $     | Barbara Haas     | Diāna Marcinkeviča | 0-6, 6-3, 7-5  |